# Rua México
A Rua México é um logradouro da cidade de Curitiba, capital do estado do Paraná.
A “México” pertence a dois bairros da cidade, iniciando-se na esquina com a Avenida Prefeito Erasto Gaertner, no bairro Bacacheri e seu término é no encontro com a Rua Fagundes Varela, no bairro Jardim Social.

## Homenagem
O nome desta rua faz uma referência ao país mais populoso do mundo que possui como de língua oficial a espanhola (ou castelhana) e uma das maiores economias da América Latina: o México.
Assim como a capital, várias cidades ao redor de Curitiba também homenagearam o país norte-americano com uma de suas vias, que é o caso das cidades de: Pinhais, Colombo, Fazenda Rio Grande, Almirante Tamandaré e Campo Largo.

## Imagens

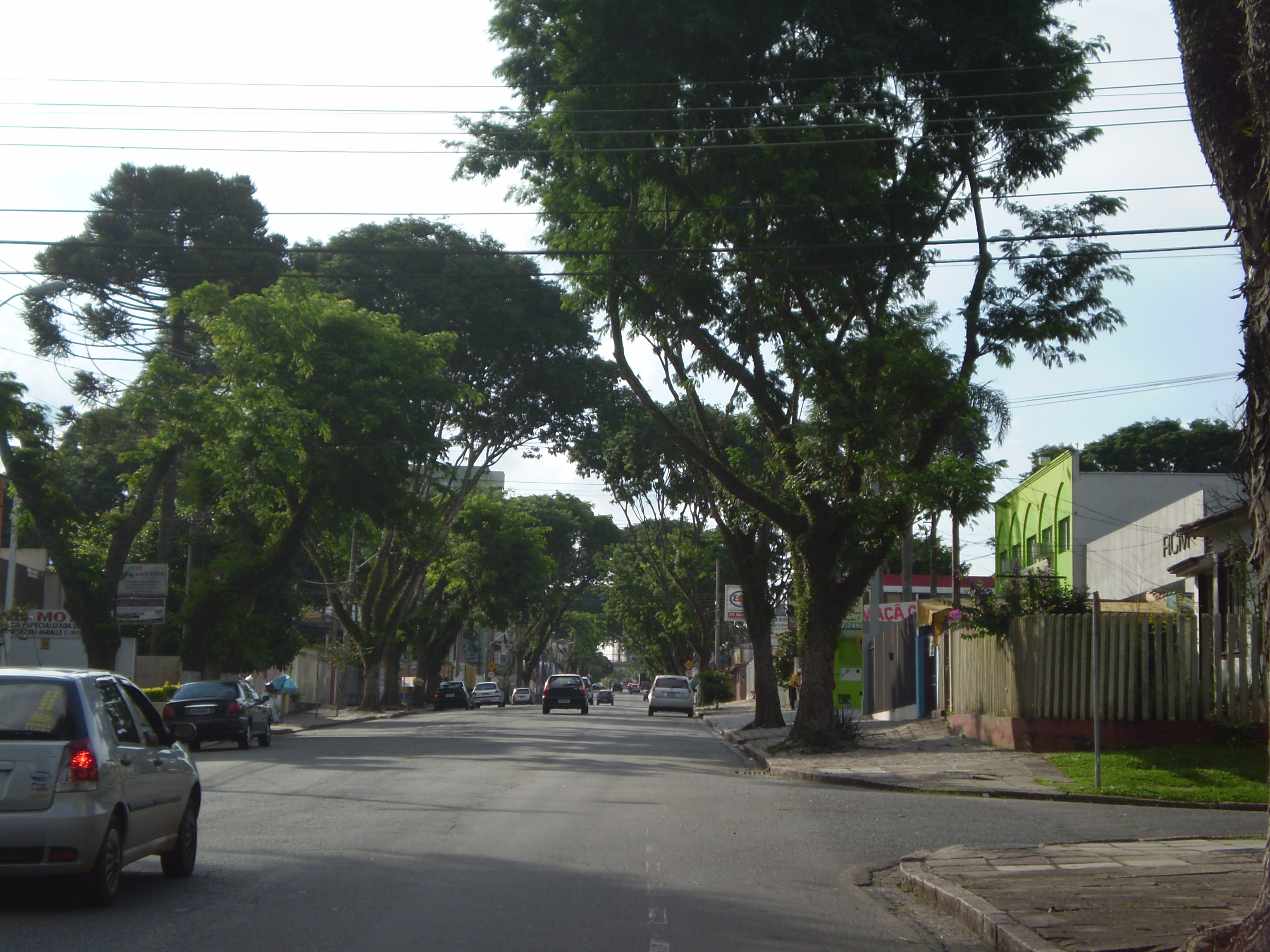
Rua México no Bairro Bacacheri aonde concentram-se imóveis comerciais (foto-abr/2010).
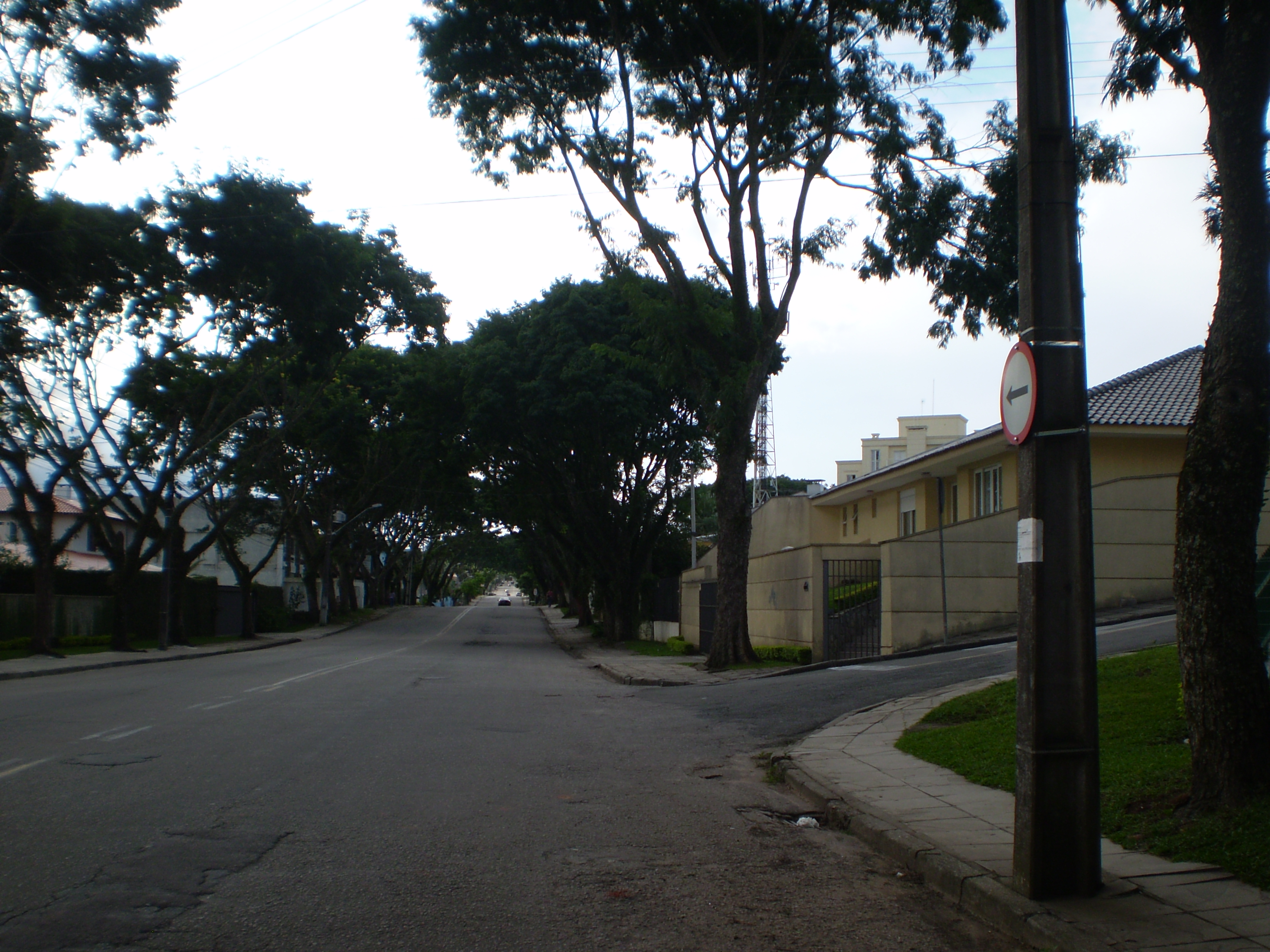
Rua México no Jd. Social (foto-abr/2010).